# Miloš Ulrich
Miloš Ulrich (* 30. ledna 1999 Praha) je český politik a člen TOP 09. Od roku 2022 je zastupitelem města Úvaly, v letech 2022 až 2024 byl místostarostou města. V roce 2025 byl zvolen předsedou TOP týmu, mládežnické organizace TOP 09.

## Život
Miloš Ulrich bydlí celý život v Úvalech u Prahy. 
Od šesti let se věnuje karate. Byl členem státní reprezentace a v roce 2014 se účastnil mistrovství světa v Tokiu, dále pak i několika mistrovství Evropy. V současné době není aktivním závodníkem a působí jako rozhodčí. 
Vystudoval přírodovědné lyceum se zaměřením na biologii a mikrobiologii. Následně se rozhodl pro změnu oboru studia, takže bakalářský titul získal na Katedře andragogiky a personálního řízení Filozofické fakulty Univerzity Karlovy. Magisterské vzdělání získal na téže katedře a také na Ústavu marketingových komunikací Fakulty multimediálních komunikaci Univerzity Tomáše Bati ve Zlíně, kde absolvoval obor Marketingová komunikace. 

## Politické působení
V roce 2018 vstoupil do TOP týmu, následně se stal členem i TOP 09. V tomto roce kandidoval do zastupitelstva města Úvaly za TOP 09, nebyl zvolen. Radou města byl na volební období 2022 až 2024 jmenován do funkce člena komise pro školství.
V krajských volbách 2020 kandidoval do zastupitelstva Středočeského kraje. Na společné kandidátce TOP 09, Hlas a Zelení zastával 64. místo a dle svého vyjádření tuto pozici vnímal jen jako podporu, nebyl zvolen.
V komunálních volbách 2022 kandidoval jako lídr kandidátky do zastupitelstva města Úvaly za TOP 09 a byl zvolen. Na ustavujícím zastupitelstvu byl zvolen místostarostou města. Mimo jiné se věnoval oblasti kultury, sportu a sociálním věcem. V roce 2024 rebelovalo několik koaličních zastupitelů, na základě čehož došlo k jeho odvolání. Nyní zastává pozici předsedy kontrolního výboru.
V roce 2024 svou kandidaturou podpořil koalici SPOLU ve volbách do Evropského parlamentu. Vyzdvihoval témata jako přeshraniční uznávání rodičovství či zjednodušení systému prokazování studijních výsledků v průběhu studia na vysoké škole (např. ECTS). Nebyl zvolen.
Dlouhodobě se angažuje v podpoře práv LGBT+ komunity. Inicioval změnu pravidel dárcovství krve, které v té době diskriminačně omezovaly homosexuální a bisexuální muže v možnosti stát se dobrovolnými dárci krve. Prosazená změna pravidel platí od 1. července 2024.

## Názory
Miloš Ulrich se aktivně zasazuje o větší participaci mladých lidí ve veřejném prostoru. Podporuje přijetí eura. Věnuje se podpoře práv menšin a oblasti dalšího vzdělávání a rekvalifikací.
"Nechápu, kde berou tu troufalost říkat nám, jak máme žít, koho si můžeme vzít, nebo že si nemůžeme adoptovat děti."
Podporuje přijetí manželství pro stejnopohlavní páry včetně možnosti společné adopce.

Dlouhodobě označuje Andreje Babiše za riziko pro demokracii v České republice. 
"A vy si myslíte, že když Andrej Babiš bude mít přímou možnost ovlivnit finanční tok do veřejnoprávních médií, která jsou k němu kritická, že jim to nezařízne? ... On nemá respekt k demokratickému státu a jeho institucím, ..."